# Revue de recherche en civilisation américaine
Revue de recherche en civilisation américaine est une revue scientifique consacrée aux pratiques symboliques, économiques et sociales aux États-Unis.
La revue souhaite donner un écho aux réflexions et aux travaux scientifiques de chercheurs en civilisation américaine et contribuer activement, dans une perspective interdisciplinaire, à la recherche française dans ce domaine. Chaque numéro contient des articles qui répondent d’abord et avant tout à des critères de rigueur intellectuelle, une discussion-débat d’experts, et des recensions d’ouvrages. Le rythme de parution/mise en ligne est annuel.
Revue de recherche en civilisation américaine est une revue  disponible en accès libre sur le portail OpenEdition Journals.